# 7296 Lamarck
7296 Lamarck este o planetă minoră (asteroid), cu un diametru de 3,717 km, din centura de asteroizi. A fost descoperită pe 8 august 1992 la observatoire de la Côte d'Azur⁠(d) de Eric Walter Elst și a fost numită după Jean-Baptiste de Lamarck. 
Obiectul prezintă o orbită caracterizată de o semiaxă mare de 2,3103701 UAi, o excentricitate de 0,05, o înclinație de 1,56439 ° în raport cu ecliptica.